# Guillem Soler

Portulan de Guillem Soler, vers 1380, Paris, Bibliothèque nationale de France

Guillem Soler, parfois appelé Guillelmus Soleri, Guillermo Soler et Guglielmo Soleri, est un cartographe majorquin du XIVe siècle. 

## Biographie
Sa vie reste mal connue, mais des documents établissent qu'il était présent à Majorque en 1368, et qu'il est mort avant 1402. Il était l'un des rares non-juifs de l'école majorquine de cartographie. Une lettre de Jean I d'Aragon, écrite en 1387, peu après la mort du grand cartographe majorquin Abraham Cresques, l'identifie comme « Guillermi Solerii », citoyen de Majorque, maître fabricant d'instruments et de cartes (bruixoler).
Guillem Soler est sans doute le père du cartographe majorquin Joan Soler, et ascendant des cartographes Rafel Soler (actif vers 1430) et Gabriel Soler (actif vers 1460). Il est peut-être également le grand-père (par l'intermédiaire de sa fille Margarita) de Rafel Lloret (actif vers 1440).

## Portulans
Guillem Soler est l'auteur de deux portulans :
- l'un réalisé vers 1380, non daté, mais signé « Guilmus Soleri civis maioricaru me fecit », conservé à la Bibliothèque nationale de France, à Paris (Res. Ge. B. 1131) ;
- l'autre réalisé en 1385, daté et signé « Gujllmo soleij ciujs Maoricaru me fecit [...] », conservé aux Archives d'État de Florence.
Ils couvrent tous deux l'espace habituellement représenté sur les portulans (Méditerranée, mer Noire et côte Atlantique), mais on peut y observer des différences de style. Le premier est typique de l'école majorquine, orientée vers la description géographique, avec de nombreuses illustrations et détails sur l'intérieur des terres (blasons, rivières, chaînes de montagnes...). Le second rappelle plutôt l'école italienne, plus orientée vers la navigation, presque exempt d'illustrations, et avec très peu de détails sur l'intérieur des terres. Le premier portulan de Guillem Soler donne probablement la première représentation des armoiries de l'Angleterre écartelées avec celles de la France (traduisant les revendications anglaises sur le trône de France au XIVe siècle).
Un fragment d'une carte catalane récemment découvert (21 x 31 cm, représentant la Méditerranée occidentale) est peut-être également l’œuvre de Guillem Soler.